# Strzelin (công xã)
Gmina Strzelin là một vùng đô thị-nông thôn (công xã) ở Strzelin, Lower Silesian Voivodeship, ở phía tây nam Ba Lan. Khu vực hành chính của nó là Strzelin, nằm cách khoảng 39 kilômét (24 mi) về phía nam thủ đô khu vực Wrocław.
Gmina có diện tích 171,69 kilômét vuông (66,3 dặm vuông Anh), và tính đến năm 2006, tổng dân số của nó là 21.656 (trong đó dân số Strzelin lên tới 12.192, và dân số của khu vực nông thôn của Gmina là 9,464).

## Gmina lân cận
Gmina Strzelin giáp với Gmina của Borów, Ciepłowody, Domaniów, Kondratowice, Przeworno, Wiązów và Ziebice.

## Làng
Ngoài trung tâm Strzelin,Gmina chứa các làng Biały Kościół, Biedrzychów, Bierzyn, Brożec, Chociwel, Częszyce, Dankowice, Debniki, Dobrogoszcz, Gębczyce, Gębice, Gęsiniec, Głęboka, Gliczyna, Góra, Górzec, Gościęcice, Grabiny, Kaczów, Karszów, Karszówek, Kazanów, Krzepice, Kuropatnik, Ludów Polski, Maszyce, Mikoszów, Mojków, Muchowiec, Myszkowice, Nieszkowice, Nowolesie, Pęcz, Piotrowice, Pławna, Skoroszowice, Strzegów, Szczawin, Szczodrowice, Trześnie, Ulica, Warkocz, Wąwolnica, Żeleźnik và Zimne Doły.